# Babel II
Babel II (яп. バビル2世 Бабиру Ни-Сэй, Вавилон II) — японская манга, автором которой является Мицутэру Ёкояма, начала выпускаться издательством Akita Shoten в журнале Weekly Shōnen Champion с 5 июля 1971 года. Всего выпущено 12 томов манги. По её мотивам были выпущены 2 аниме-сериала в 1973 и 2001 годах и OVA-серии. В 1977 году была выпущена манга His Name Is 101 (яп. その名は101 Соно На ван Ван-Дзэро-Ван), с альтернативным сюжетом. Сериал был дублирован на Итальянском и Тагальском языках.

## Сюжет
Действие разворачивается вокруг японского подростка по имени Коити, который является перерождением инопланетного существа «Вавилона» и унаследовал его силу. Так парень образует новую команду с пантерой по имени Родэм, Пропроссом, роботом, похожим на птеродактиля и Посейдоном, древним гигантским роботом, который выходит на сушу из глубин океана в нужные моменты. Вместе с новыми союзниками, Коити должен защитить Землю от зла.

## Sono Na wa 101
В секретной лаборатории ЦРУ содержится мальчик под номером «101», им является Коити Ямано, который прежде был известен, как «Вавилон II» и спас мир. Его кровь уникальна и способна спасать человеческие жизни и даровать им супер-возможности. Так в лаборатории сотрудники ЦРУ стали использовать его кровь и создавать новых супер-героев для своих политических целей. Но мальчик узнав об этом, сбегает из лаборатории и решает уничтожить всех супер-людей, порождённых из его крови. В результате сотрудники ЦРУ посылают своих супер-людей, чтобы вернуть Коити, тот же вынужден в одиночку сражаться со всеми ими.

## Список персонажей
Вавилон II (Коити Ямано)
Сэйю: Акира Камия (1973), Кэнъити Судзумура (2001)
Сначала был обыкновенным учеником старших классов, до того момента, как компьютер Вавилонской башни распознаёт в нём хозяина башни. Сам Коити оказывается перерождениям инопланетянина «Вавилона», который прибыл на Землю 5000 лет назад. Так Коити наследует супер-физические и интеллектуальные способности. С тем пор Коити со своими новыми соратниками ведёт борьбу с силами зла, чтобы сохранить мир на Земле.
Ёми
Сэйю: Тикао Оцука (1973), Мугихито (2001)
Злой монарх, который жаждет править всем миром. Является отдалённым потомком Вавилона и поэтому тоже обладает сверх-способностями. Располагает многочисленными тайными базами с учёными, супер-людьми и роботами, которые располагаются во всех странах. Также имеет очень сильное влияние в разных правительствах и может даже манипулировать ими. Ведёт долгую борьбу против Коити. Был когда то кандидатом на наследство вавилонской башни, однако компьютер не принял его, сочтя слишком гордым.
Юмико Фуруми
Сэйю: Митико Номура (1973), Сёко Кикути (2001)
Одноклассница Коити и близкая подруга. Дочь доктора Фуруми. В первом аниме-сериале является двоюродной сестрой Коити и после смерти родителей была удочерена доктором Фуруми.
Игараси
Начальник бюро национальной безопасности и соратник Коити.
Игано
Квалифицированный исследователь бюро национальной безопасности.
Родем
Сэйю: Кэйити Нода (1973), Кэню Хориути (2001)
Разумное существо, которое может принимать любые формы живности. Предпочитает принимать форму чёрной пантеры-самки. Следует за Коити.
Пропросс
Гигантский робот, по форме похожий на птеродактиля. Может летать на большой скорости и имеет встроенную ракетную установку. В его клюве встроен также волновой ультразвуковой генератор.
Посейдон
Гигантский человеко-подобный робот. На его пальце встроен лазерный пистолет, а на животе встроенные торпедные установки, хотя он изначально сконструирован для водной среды, он остаётся мощным и на Земле.

## Культурное влияние
- Ю Судзуки, главный разработчик игры утверждает, про при создании видео-игры Psy-Phi он был вдохновлён мангой и аниме Babel II.[2]
- В игре Devil May Cry 5 персонаж V сражается, призывая демонов-фамильяров, которые отсылают к команде Коити: Грифон (хищная птица) схож с Пропроссом, Тень (пантера, меняет облик) - с Родем, Кошмар (гигантский голем) - с Посейдоном.